# 阿真泰拉
阿真泰拉（義大利語：Argentera）是意大利库内奥省的一个市镇。总面积77平方公里，人口84人，人口密度1.1人/平方公里（2009年）。ISTAT代码为004006。